# Michel Guillaume
Michel Guillaume (* 18. Januar 1967 in München) ist ein deutscher Schauspieler und Regisseur.

## Leben
Michel Guillaume spielte bereits als Jugendlicher im Fernsehen. Mit 14 Jahren übernahm er eine kleine Rolle in dem ZDF-Fernsehfilm Leutersbronner Geschichten unter der Regie von Hartmut Griesmayr und der Hauptdarstellerin Monica Bleibtreu. Nach seiner Schulausbildung absolvierte Guillaume eine Schauspielausbildung in München. Danach begann er seine Karriere in Max Frischs Schauspiel Andorra, in dem er den Andri darstellte. Zwischen 1988 und 1992 spielte Guillaume unter anderem in der Edgar-Reitz-Verfilmung Die zweite Heimat – Chronik einer Jugend mit. 1990 war er in Michael Verhoevens Oscar nominiertem Kinofilm Das schreckliche Mädchen zu sehen. Danach ging er in der Rolle des Octavian mit Julius Caesar unter der Regie von Hans-Joachim Heyse auf Tournee. 
Von 1993 bis 2017 war Michel Guillaume in der Rolle des Kriminaloberkommissar Theo Renner einer der Hauptdarsteller der ZDF-Krimiserie SOKO München. Mit insgesamt 480 Auftritten (469 Folgen SOKO + 11 Folgen Solo für Sudmann) stellte er mit diesem Charakter den Rekord in der Anzahl der Folgen aller deutschen TV-Ermittler auf.
2005 verfilmte Guillaume Schmock, einen Kurz-Spielfilm mit Oliver Korittke und Doreen Dietel in den Hauptrollen. Guillaume schrieb hierfür das Drehbuch, produzierte den Film und führte Regie. 2006 erhielt der Film den Murnau-Kurzfilmpreis und 2005 das Prädikat „Besonders wertvoll“. Seinen zweiten Kurzfilm Stempel drehte der Schauspieler 2010. Fuck, sein dritter Kurzfilm mit Manou Lubowski und Sarah Brandner in den Hauptrollen, feierte 2015 auf der Genrenale in Berlin Premiere.
Michel Guillaume lebt in München. 2014 heiratete er die ORF-Journalistin Georgia Schultze.

## Filmografie, Regie
- 1983: Verkehrsgericht (Folge 3)
- 1987: Peng! Du bist tot!
- 1987: Leere Welt
- 1989: Verkehrsgericht (Folge 23)
- 1990: Das schreckliche Mädchen
- 1990: Keep on Running
- 1991: Löwengrube: Wehrkraftzersetzung
- 1992: Un été glacé (Fernsehfilm)
- 1993: Die zweite Heimat – Chronik einer Jugend (Fernsehreihe, Teil 12: Die Zeit der vielen Worte)
- 1993–2017: SOKO München (Fernsehserie) (471 Folgen)
- 1997: Geisterstunde – Fahrstuhl ins Jenseits
- 1997: Solo für Sudmann (Fernsehserie, 11 Folgen)
- 1997: Rendez-Vous (Kurzfilm)
- 2000: Küstenwache: Gefährliche Fracht
- 2002: Wilder Kaiser (Fernsehserie, Folge 1x06: Der Meineid)
- 2005: Schmock (Kurzfilm: Regie, Drehbuch, Produktion)
- 2010: Da kommt Kalle (Fernsehserie, Folge 4x04: Landliebe)
- 2010: Stempel (Kurzfilm: Regie, Drehbuch)
- 2015: Fuck (Kurzfilm: Regie, Drehbuch, Produktion)
- 2022: Morden im Norden: Ein Schlag zu viel
- 2024: Daheim in den Bergen: Schulter an Schulter